# تپه خالو خالو (۱)
تپه خالو خالو (۱) در شهرستان گیلانغرب، بخش مرکزی، دهستان چله، ۴۵ متری جنوب غربی روستای خالوخالو واقع شده و این اثر در تاریخ ۲۷ اسفند ۱۳۸۶ با شمارهٔ ثبت ۲۲۴۴۴ به‌عنوان یکی از آثار ملی ایران به ثبت رسیده است.